# Phillip Island Nature Park

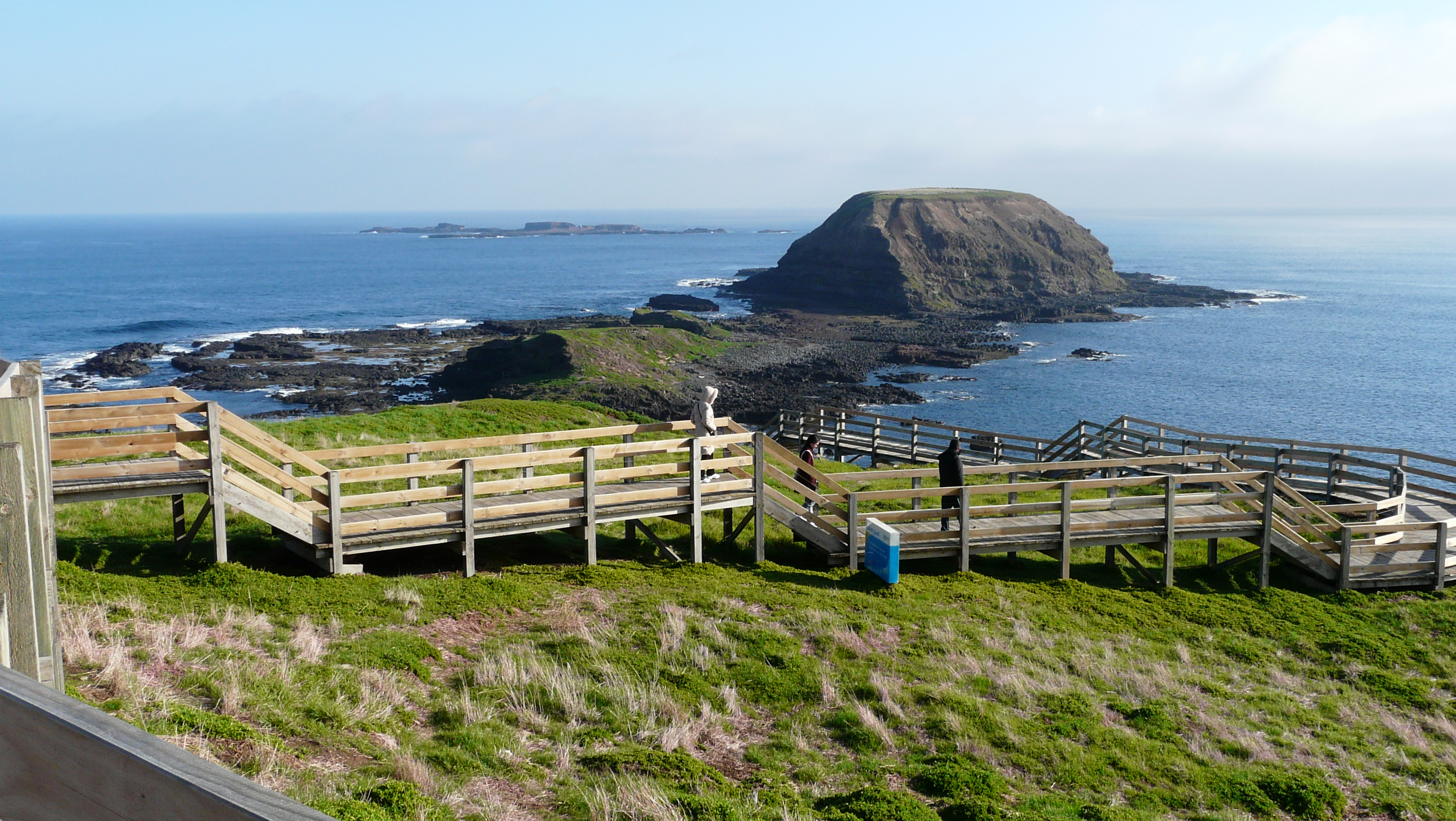
Bei Nobbies Center

Der Phillip Island Nature Park ist ein Naturpark auf Phillip Island im Staat Victoria (Australien). 

## Geschichte
Der Park wurde 1996 gegründet; er unterhält sich finanziell selbst durch verschiedene Touristenattraktionen. Als im Jahr 2000 ein Ölteppich den Lebensraum der Pinguine bedrohte, organisierten Tierfreunde ein medienwirksames Pinguinpulloverstricken.

## Attraktionen
Zum Park gehören die Naturattraktionen Pyramid Rock, Rhyll Inlet, Seal Rocks und Cape Woolamai. International bekannt ist die Zwergpinguin-Parade (die Tiere kommen in der Dämmerung an Land); weitere Angebote sind das Koala Conservation Center oder das Nobbies Center (Seehunde, Haie, Delphine).